# Осколков, Сергей Александрович
Серге́й Алекса́ндрович Оско́лков (род. 1953, Сталино) — российский композитор, актёр, пианист, Заслуженный деятель искусств России, награждён нагрудным знаком «Почётный работник высшего профессионального образования Российской Федерации», заведующий кафедрой звукорежиссуры Санкт-Петербургского Гуманитарного университета профсоюзов, профессор.

## Биография
Сергей Александрович Осколков родился в 1952 г. в Сталино. 
Музыка окружала его с самого детства: мать – преподаватель фортепиано в музыкальной школе, отец – виолончелист и музыкальный критик, дед – композитор - учился в Киевской консерватории у советского композитора и дирижёра Рейнгольда Морицевича Глиэра, перу которого в частности принадлежит музыка гимна Санкт-Петербурга. Именно благодаря деду четырёхлетний Сергей Осколков впервые сел за фортепиано.
Развеять все сомнения и снять внутренние барьеры помогла педагог из училища Галина Давидовна Сладковская. Во многом она определила его дальнейшую судьбу.
После окончания Донецкого музыкального училища поступил на фортепианный факультет обучался в Ленинградской государственной консерватории, которую окончил как пианист (по классу профессора П. А. Серебрякова, 1977 г.) и композитор (у профессоров В. Л. Наговицина и Ю. А. Фалика, 1981 г.).
В 2019 году Сергей Александрович Осколков получил звание почетного жителя Петергофа.

## Творчество
С. А.Осколков - автор около ста сочинений в самых различных жанрах, среди которых: три оперы, три мюзикла, три кантаты, два концерта для фортепиано и симфонического оркестра, два струнных квартета, шесть фортепианных сонат, множество вокальных циклов на стихи русских поэтов, ряд сочинений для народных инструментов, музыка для театра и кино.
С 1977 г. и по настоящее время продолжается активная и плодотворная концертная деятельность С. А.Осколкова в качества пианиста-солиста, ансамблиста и аккомпаниатора. Среди творческих партнёров С. А. Осколкова - такие маститые и именитые музыканты, как дирижёры А. Титов, В. Зива, Р. Мартынов, А. Чернушенко, Р. Лютер, Н. Корнев, виолончелисты С. Ролдугин и О. Сендецкий, альтисты А. Догадин и А. Людевиг, скрипачи А. Савина, М. Эстрин, М. Белодубровский, С. Ливитин, кларнетист А. Федоров; певцы О. Кондина, Т. Мелентьева, Е. Миртова, В. Стенькина, Г. Сидоренко, М. Тарасова, А. Славный, Н. Островский и многие другие.

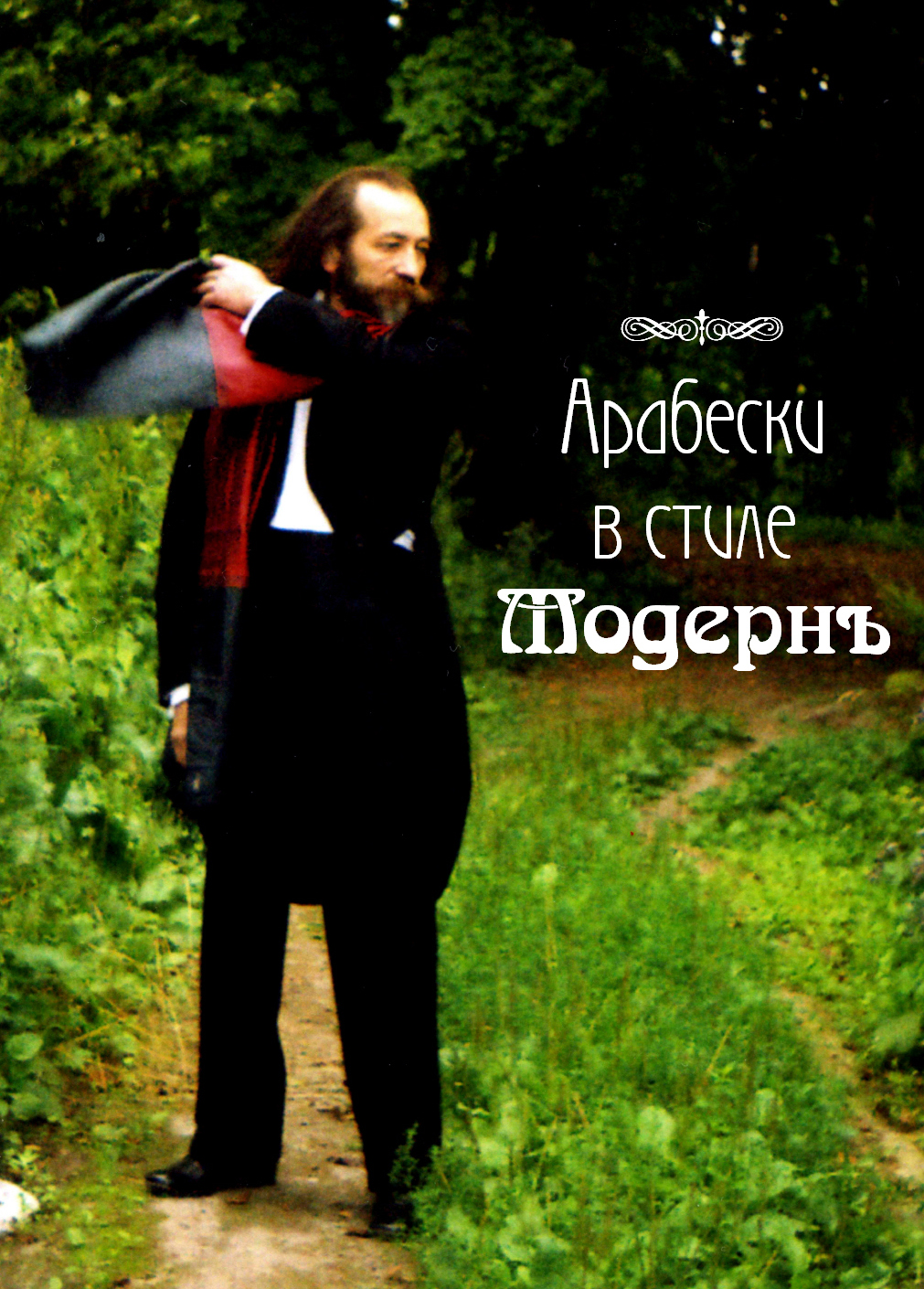
Изображение обложки сборника фильмов режиссёра Дмитрия Фролова. За основу взят кадр из фильма "Рождение музыки". В главной роли композитор Сергей Осколков

С.А. Осколков — постоянный участник крупных международных фестивалей, таких как «Петербургская музыкальная весна», «Московская осень», «Звуковые пути», «От авангарда до наших дней», «Музыка ХХ — XXI века» и т.д.
С 1988 г. С. Осколков — член Союза композиторов СССР, с 1994 г. — член Правления Союза композиторов Санкт-Петербурга, с 2003 г. — член Союза концертных деятелей Санкт-Петербурга.
Педагогическая деятельность С. А. Осколкова включает в себя преподавание в ДШИ им. В. А. Гаврилина (класс сочинения), на факультете музыки Российского государственного педагогического университета им. А. И. Герцена (фортепиано). В настоящее время С. А.Осколков — заведующий кафедрой звукорежиссуры Санкт-Петербургского Гуманитарного университета профсоюзов, профессор. Педагогический талант С. А. Осколкова отмечен Наградным знаком «Почетный работник высшего профессионального образования РФ».
Активна и разнообразна музыкально-общественная деятельность С. А. Осколкова и созданного им Фонда поддержки искусств, в задачи которого входит проведение концертов, выставок, поэтических чтений, поддержка юных дарований и пожилых деятелей культуры и искусства. Во многом благодаря деятельности этого Фонда в Петергофе установлен памятник первому почетному гражданину этого города — А. Г. Рубинштейну.
Особенно ярко артистические и организаторские способности музыканта проявились в деятельности организованного им в 1997 г. ежегодного Международного фестиваля искусств «Сергей Осколков и его друзья», посвященного музыке, живописи, поэзии, театру и кино. За годы проведения фестиваля в нём приняли участие артисты из Германии, Франции, Швейцарии, Финляндии, США, Великобритании, Австралии, Японии, многие отечественные композиторы и исполнители. В концертных программах фестиваля большое внимание уделяется творчеству современных композиторов Санкт-Петербурга и других регионов России.

## Фильмография

### Композитор
1. 1989 — «Вызываем кинолога с собакой», реж. О. Ерышев
2. 2003 — «Ушла», реж. Г. Пирогова
3. 2005 — «Надъ озеромъ», реж. Д. Фролов
4. 2010 — «Родник», реж. Д. Фролов[2]
5. 2010 — «Рождение Музыки», реж. Д. Фролов[3]
6. 2010 — «Время, назад!», реж. Д. Фролов
7. 2017 — «Последняя Любовь», реж. Д. Фролов (Приз за лучший саундтрек к фильму)[4]

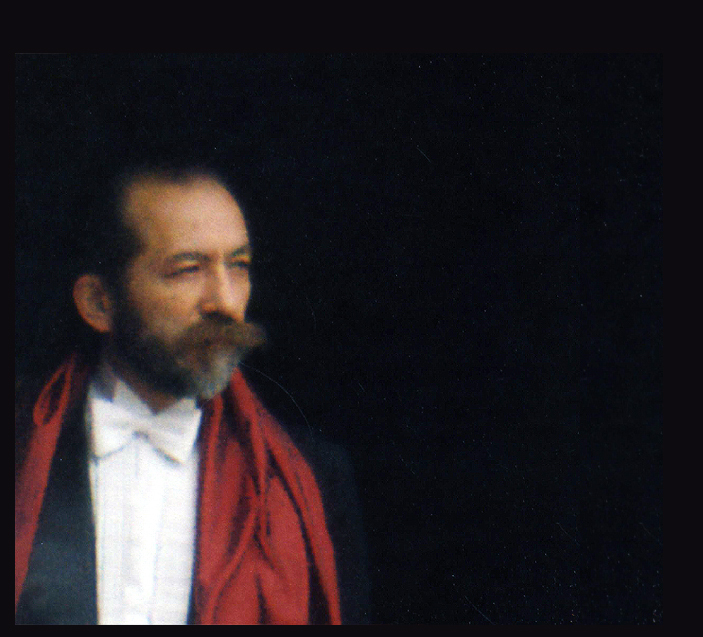
Sergey Oskolkov

### Актёр
1. 2010 — «Рождение Музыки», реж. Д. Фролов - Камео
2. 2017 — «Время, назад!», реж. Д. Фролов - Камео

### Гостевое участие
1. 2017 — Милен Фармер — Sans contrefaçon (1987 version) (реж. Д. Кузнеченко, Post Vision) — эпизоды

### Призы и номинации
- Direct Monthly Online Film Festival, 2019, победитель
- First-Time Filmmaker Sessions, 2019, номинант
- «Последняя Любовь», реж. Д. Фролов. Приз за лучший саундтрек к фильму на Международном кинофестивале в Буэнос-Айресе[4]
- Direct Monthly Online Film Festival, Dmoff Award 2019
- Приз за фильм «Надъ озеромъ», Festival Internacional de Cine Silente, Мексика, декабрь 2019
- Short Cinefest, декабрь, 2019, награда фильму «Последняя любовь»: Лучший экспериментальный фильм[5]
- Фестиваль фильмов о любви, Барселона, Испания, Февраль 2020, награда: Лучший экспериментальный фильм «Последняя любовь»[6]
- Римская независимая премия Prisma, Рим, Италия, март 2020 за фильм «Последняя любовь»; полуфиналист[7], финалист[8], номинант[9]
- за фильм «Время, назад!», 12 Months Film Festival, Клуж-Напока, Румыния, апрель 2020 года, «Лучший экспериментальный фильм», «Лучшее музыкальное видео», «2-е место за звуковой дизайн»[10]
- за фильм «Последняя любовь», финалист фестиваля Flickfair, Лос-Анджелес, США, июнь 2020
- за фильм «Последняя любовь», приз Выбора критиков на Мадрасском независимом кинофестивале, Тамилнад, Индия, июнь 2020[11]
- за фильм «Последняя любовь», приз «Лучший экспериментальный короткометражный фильм 2020» на Международном кинофестивале IFF, Турин, Италия, июнь 2020[12]
- за фильм «Последняя любовь», Глобальный ежемесячный онлайн-конкурс фильмов, июль 2020, «Лучший экспериментальный короткометражный фильм (Специальное упоминание)»[13]
- за фильм «Надъ озеромъ», «Премия специального упоминания» на Мадрасском независимом кинофестивале, Мадрас, Индия, июль 2020[14]
- за фильм «Последняя любовь», «Лучшая оригинальная партитура» на «Звездном международном кинофестивале» во Флоренции, Италия, июнь 2023